# Программа ESCAPE
Программа ESCAPE (до 1999 г. — ESPACE) была создана в 1999 году художником Валерием Айзенбергом. В том же году в группу вошли художники Богдан Мамонов, Антон Литвин и Лиза Морозова (в период с 2006 по 2007 гг. они вышли из группы). Позднее наравне с основателем Валерием Айзенбергом в группе состояли Константин Аджер и Викентий Нилин.

## Творческий путь
Деятельность Программы реализовалась в двух направлениях — в создании совместных проектов художниками и функционировании галереи ESCAPE, располагавшейся в квартире-студии В. Айзенберга. За пять лет было организовано более 20 выставок.
Создатели Программы объясняют ее возникновение ситуацией на арт-рынке: «монополизация актуального искусства узким кругом галеристов, кураторов и критиков: новые виды конкуренции неизбежно вызывают к жизни необходимость новых стратегий. В такой ситуации наиболее эффективной оказывается деятельность не художника-одиночки, а группы художников».
Таким образом, проект оказывается независим от каких-либо культурных и музейных институций, одновременно обладая мобильностью относительно организации выставок. Более того, за пять лет ESCAPE смогла представить себя не только как галерея, но и как магазин, турагентство, «бюро по обретению Родины».
На московской актуальной сцене в конце 90-х — начале 2000-х было сразу нескольких арт-групп, в отличие от ESCAPE с непостоянным составом участников и отсутствием четкой стратегии. Для деятельности ESCAPE стратегия, напротив, была крайне важна, и изначально она подразумевала исследование новых форм коллективного творчества, независимость от социальных и культурных институций, перенос акцента с произведения на личность автора, исследование новых форм искусства.
Состав группы был весьма разнороден: хотя и связанные дружескими узами, но принадлежащие к разным поколениям и направлениям в искусстве, «участники Программы ESCAPE обладали еще и неким экстра-художественным опытом. Валерий Айзенберг — художник-литератор, бессменный документалист деятельности группы. Радикальный художник начала 1990-х Антон Литвин к тому моменту — еще и успешный арт-директор. Перформансист, ученица Юрия Соболева, Лиза Морозова — профессиональный психолог и арт-терапевт Богдан Мамонов — потомственный живописец, а также художественный критик».
Название программы иллюстрировал перформанс Мамонова и Айзенберга 2000 года «Исчезновение», построенный на демонстративном отказе от контакта и состоявший из череды «убеганий», провоцировавших зрителей на более тесное общение.
Наиболее часто художественные проекты реализуется в жанре перформанса. Наравне с этим Программа нередко прибегала к концептуалистским жестам: комментарию в виде диалога участников группы либо стилистически оформленное послание, которые сопровождали видеоинсталляции.
Одна из целей ESCAPE, по заявлению группы, — «новые и очень личные отношения между художником и зрителем». Так, во время перформансов зрители участвовали в чаепитии (проект «Лиза и Мёртвые»), игре в футбол («Зверев и Чирик»), катании по выставке в вагонетке («Всё, что вы увидели…»).
Художественная деятельность Программы была отмечена на Мастерских «Арт Москва 2003» премией «За достижения в области актуального искусства».
В 2003 году Программе была присуждена премия «Чёрный квадрат». Участники выставки в российском павильоне на Венецианской биеннале в 2005 году.
В 2011 году активная деятельность Программы прекратилась.